# Chelostoma carinocaudatum
Chelostoma carinocaudatum is een vliesvleugelig insect uit de familie Megachilidae. De wetenschappelijke naam van de soort is voor het eerst geldig gepubliceerd in 2004 door Wu.